# نيرو دافولا

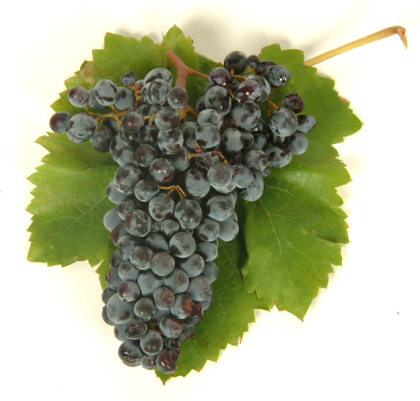

نيرو دافولا (بالإيطالية: Nero d'Avola)‏ وتعني «الأسود من أفولا» وهو «أهم نبيذ عنب أحمر في صقلية» وهو أحد أكثر الأصناف الإيطالية الأصلية أهمية. تأتي التسمية من أفولا في أقصى جنوب صقلية حيث يقارن نبيذها بنيو وورلد شيراز.